# Hands Up (film 1922)
Hands Up è un cortometraggio muto del 1922 prodotto e diretto da Eddie Lyons.

## Produzione
Il film fu prodotto dalla Eddie Lyons Comedies (come Mirthquake Comedies).

## Distribuzione
Distribuito dall'Arrow Film Corporation, il film - un cortometraggio di due bobine - uscì nelle sale cinematografiche USA il 24 aprile 1922.